# AdMob

AdMob — американська компанія, що спеціалізується на мобільній рекламі, розташована в каліфорнійському місті Сан-Матео. Фірму засновано 2006 року Омаром Хамоуі (Omar Hamoui) з метою створення платформи для поширення реклами, яка відображається на мобільних телефонах, що мають доступ в інтернет.
9 листопада 2009 року стало відомо про те, що компанія Google купила AdMob за 750 млн доларів, заплативши 530 мільйонів власними акціями і 220 мільйонів готівкою. Компанія Google прокоментувала покупку в своєму прес-релізі тим, що AdMob має великий досвід роботи в галузі реклами на вебсайтах і в додатках для мобільних телефонів.